# Hugo Rühle von Lilienstern
Hugo Rühle von Lilienstern (* 9. August 1882 in Bedheim; † 8. Juli 1946 in Tscherepowez) war ein deutscher Arzt und Hobbypaläontologe.

## Leben

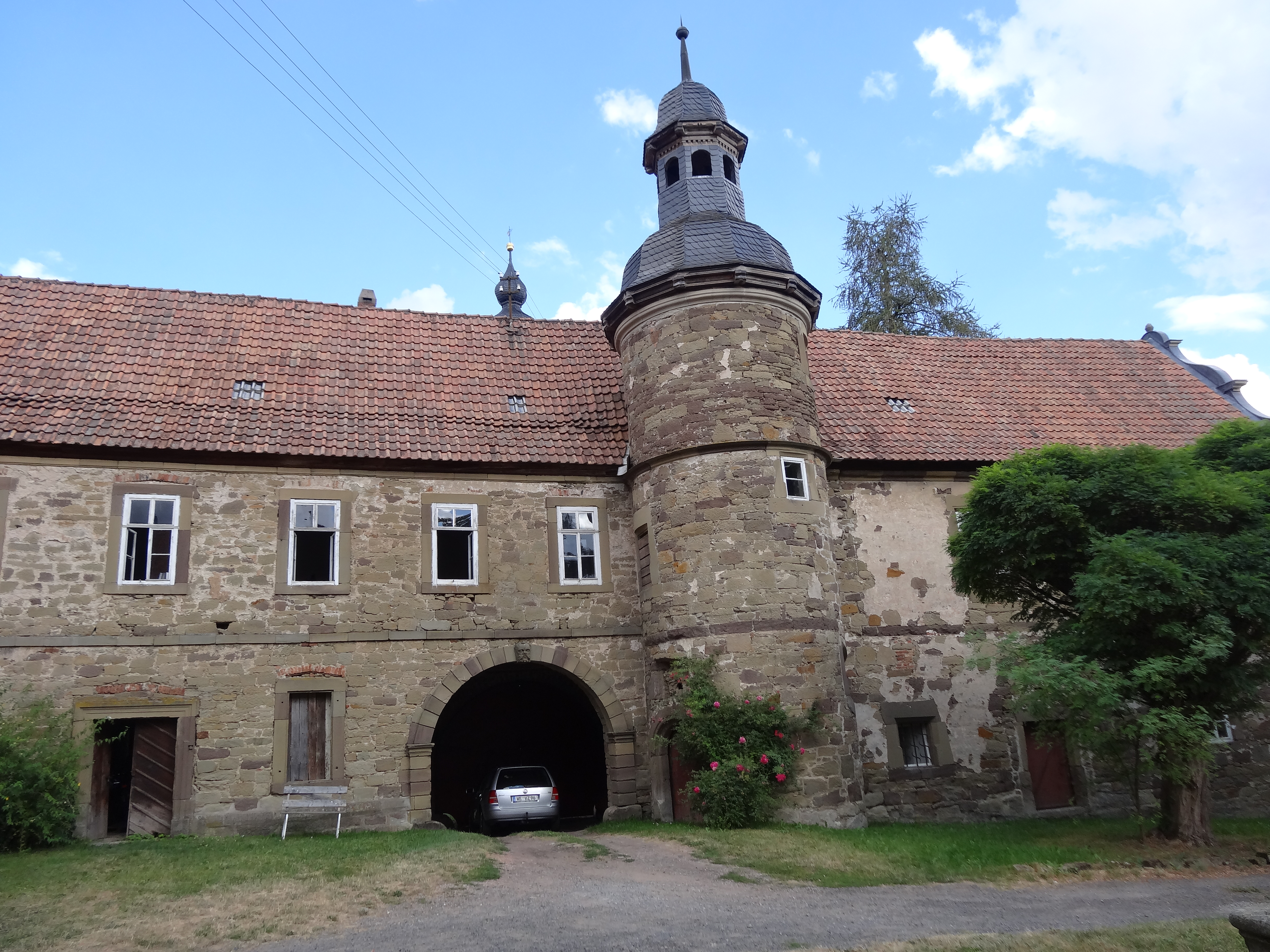
Schloss Bedheim

Rühle von Lilienstern war Arzt und später Stabsarzt in Bedheim bei Hildburghausen in Thüringen und gleichzeitig Hobbypaläontologe. Er entdeckte zahlreiche Fährten von Chirotherium. Im Winter 1932/1933 gelang ihm am Großen Gleichberg die Entdeckung fossiler Skelette von zwei Plateosauriern und von zwei unvollständigen Halticosaurus-Exemplaren (heute nach ihm Liliensternus genannt), frühen Raubsauriern aus der Trias (die zuvor schon in Pfaffenhofen und Halberstadt gefunden wurden), die 1934 von Friedrich von Huene beschrieben wurden (Halticosaurus liliensterna).
Am 1. August 1934 eröffnete er ein Paläontologisches Heimatmuseum im Schloss Bedheim, das ihm gehörte, und wo er seinen Halticosaurus präsentierte. Nach dem Umzug seiner Witwe 1969 kam die Sammlung nach Berlin ins Museum für Naturkunde Berlin der Humboldt-Universität.
Er wurde am 3. Oktober 1945 auf dem Weg zu Patienten von sowjetischen Militärs verschleppt und starb, obwohl er bereits seit 1943 kein Militärangehöriger mehr war, im Juli 1946 in einem Kriegsgefangenenlager in Tscherepowez, Westrussland.

## Ehrungen

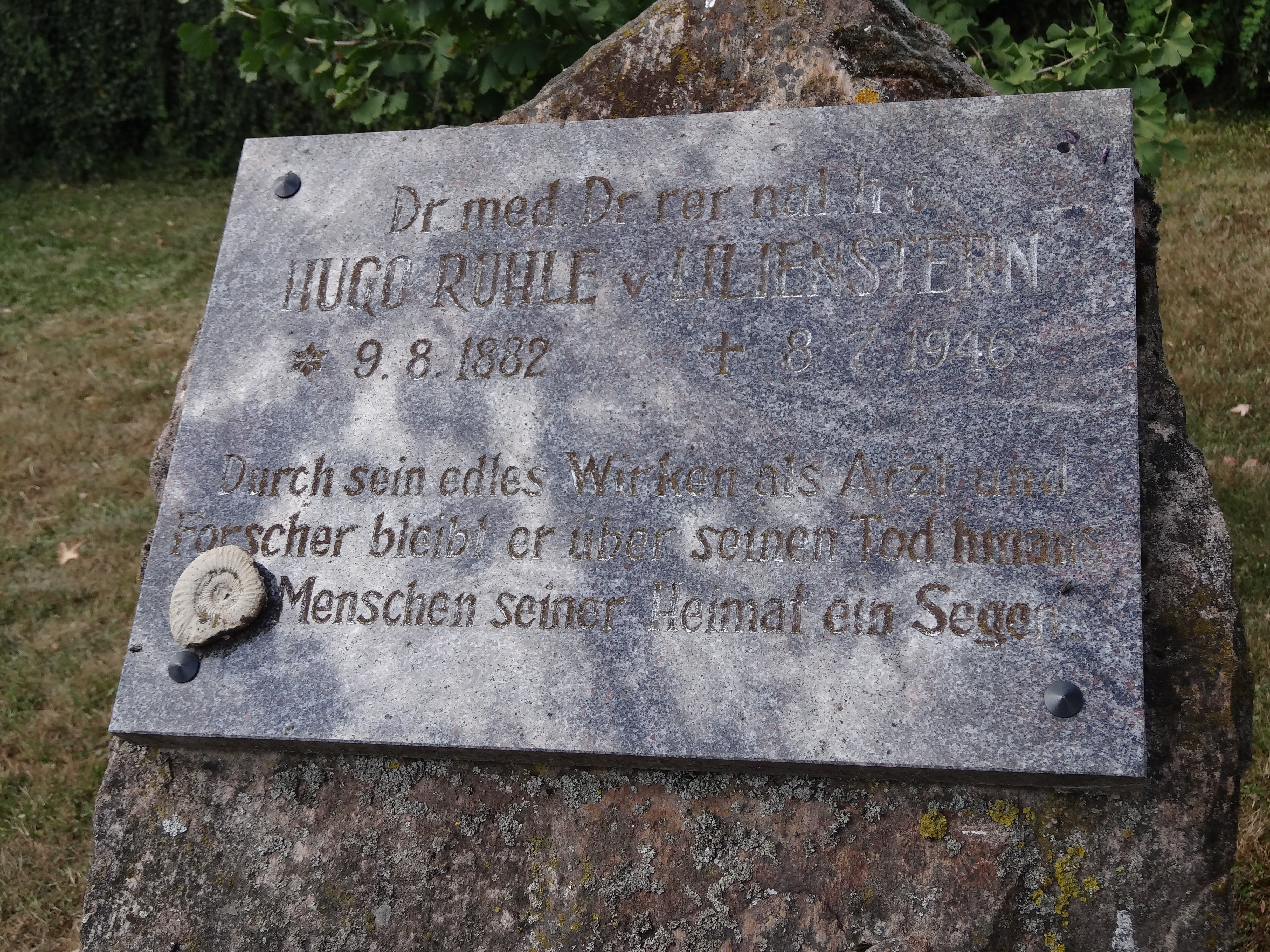
Gedenkstein im Schlosspark Bedheim

- 1992 wurde Lilienstern im Schlosspark von Bedheim ein Gedenkstein gewidmet.

## Schriften
- Rühle von Lilienstern, Minna Lang, Friedrich von Huene: Die Saurier Thüringens. G. Fischer, Jena 1952.